# Noam Chomsky

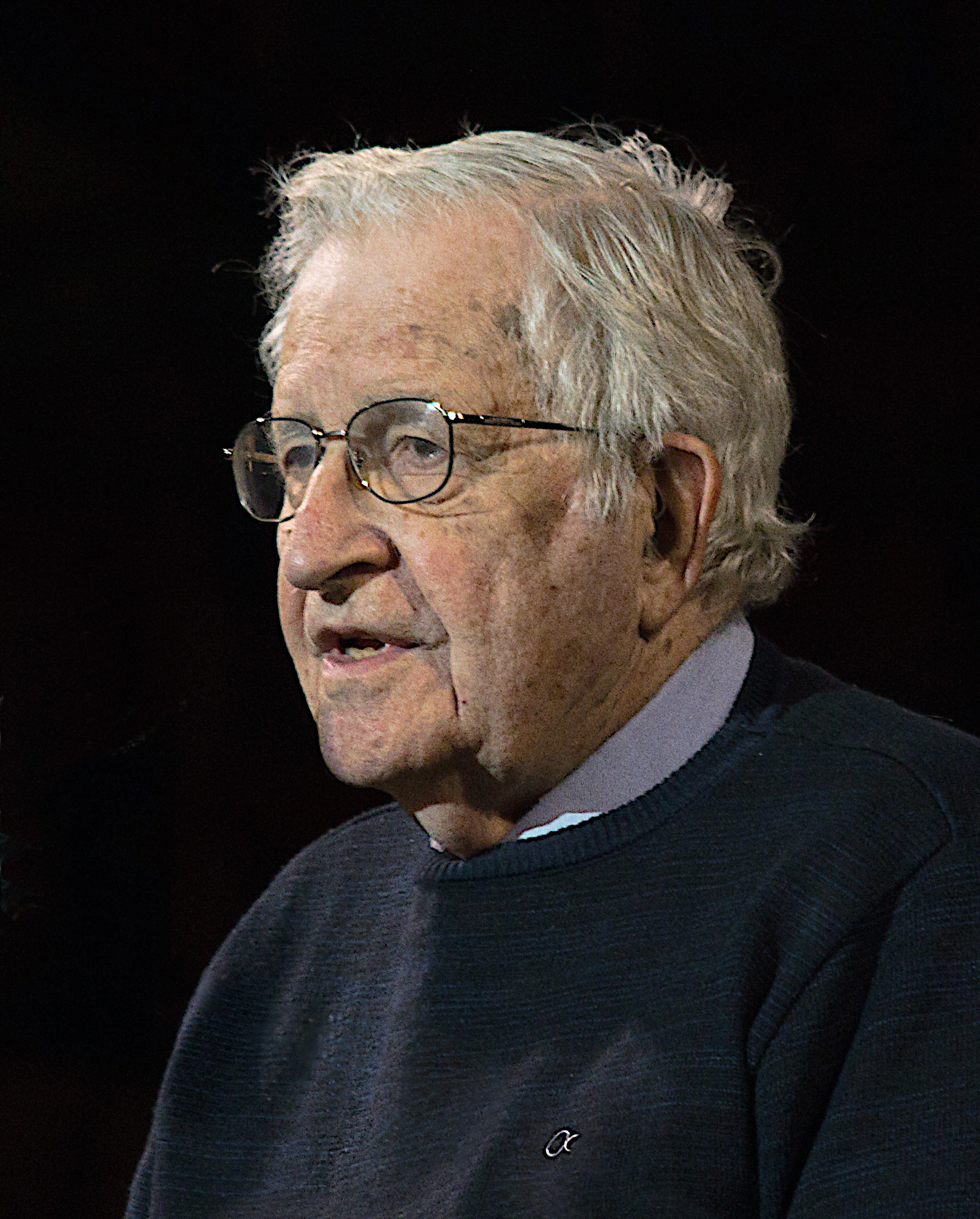
Noam Chomsky, 2017

Avram Noam Chomsky [ˈævɹəm ˈnoʊəm ˈtʃɑmski] (* 7. Dezember 1928 in Philadelphia, Pennsylvania, USA) ist ein US-amerikanischer Sprachwissenschaftler sowie politischer Publizist und Aktivist.
Chomsky ist emeritierter Professor für Linguistik am Massachusetts Institute of Technology (MIT) und gehört zu den bekanntesten Linguisten der Gegenwart. Er übte durch die Verbindung der Wissenschaftsdisziplinen Linguistik, Kognitionswissenschaften und Informatik besonders in der zweiten Hälfte des 20. Jahrhunderts starken Einfluss auf deren Entwicklung aus. Seine Beiträge zur allgemeinen Sprachwissenschaft sowie seine Modelle der generativen Transformationsgrammatik veränderten den bis dahin vorherrschenden US-amerikanischen Strukturalismus. Seine Kritik am Behaviorismus förderte den Aufstieg der Kognitionswissenschaft.
Chomsky war außerdem ab den 1960er- und 1970er-Jahren oft im politischen und wissenschaftlichen Diskurs in den Massenmedien präsent. Seit seiner Kritik am Vietnamkrieg trat er immer wieder als scharfer Kritiker der US-amerikanischen Außen- und Wirtschaftspolitik in Erscheinung und wurde als Kapitalismus- und Globalisierungskritiker weltweit bekannt.
Dem Arts and Humanities Citation Index von 1992 zufolge war Chomsky im Zeitraum zwischen 1980 und 1992 die am häufigsten zitierte lebende Person der Welt in den Geisteswissenschaften.

## Leben

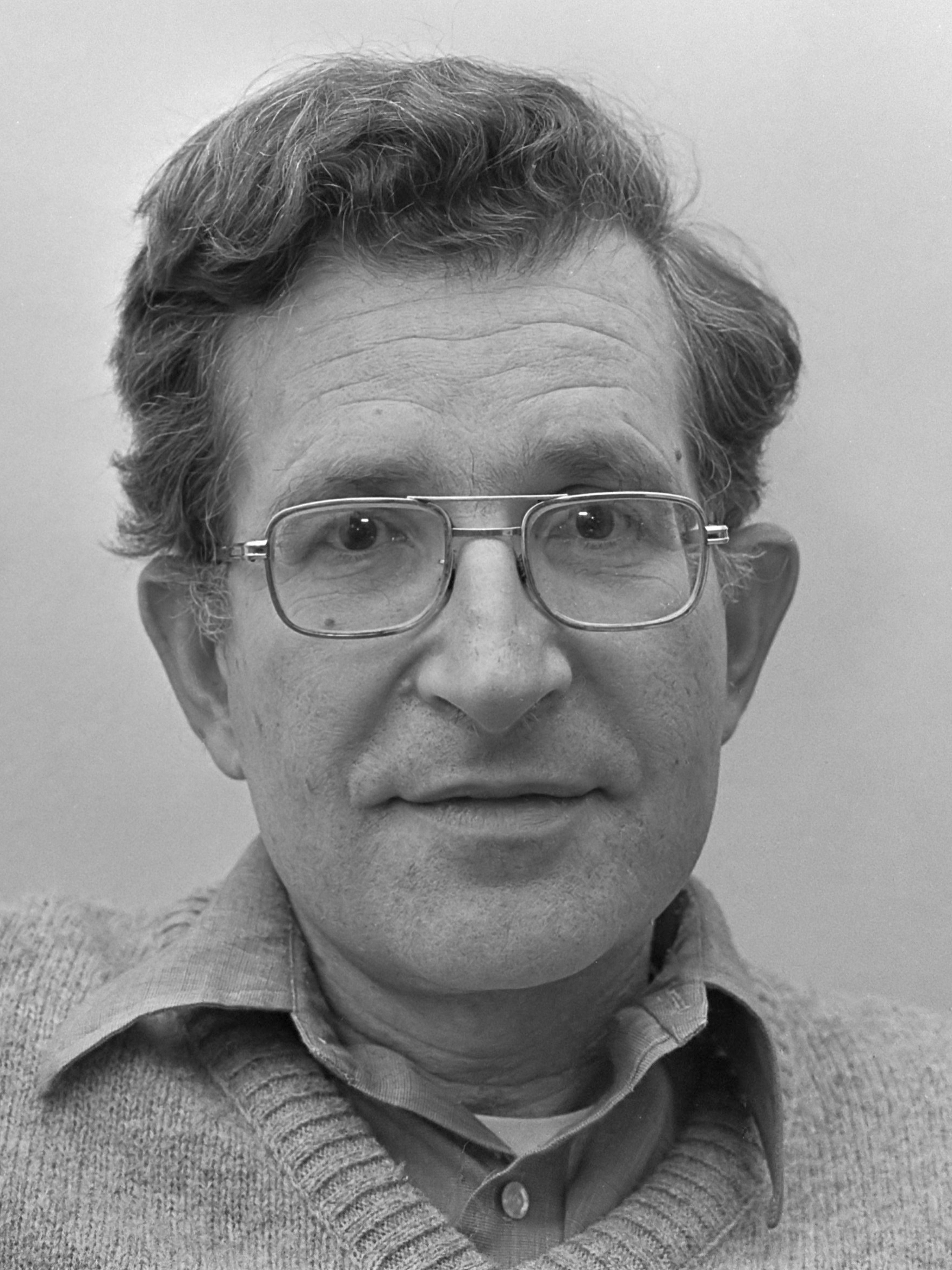
Chomsky, 1977

Noam Chomsky wurde am 7. Dezember 1928 in Philadelphia (Pennsylvania, USA) als Sohn der jüdischen Einwanderer William Chomsky und Elsie Simonofsky geboren. William Chomsky war 1913 aus dem Russischen Reich geflohen, um der Einberufung zu entgehen. Der spätere Hebraist arbeitete in Baltimore zunächst in Sweatshops und hebräischen Grundschulen, bevor er die Universität besuchte. Noam Chomsky begann 1945 sein Studium der Philosophie und Linguistik an der University of Pennsylvania. Zu seinen Lehrern zählten der Sprachwissenschaftler Zellig S. Harris und der Philosoph Nelson Goodman. Chomskys anarchistische Überzeugungen bildeten sich schon in den 1940er-Jahren heraus. Von Bedeutung war dabei die Auseinandersetzung mit dem Anarchismus in Spanien während des Bürgerkrieges.
Auch wenn Chomsky selbst nicht religiös ist, so sieht er „gütige“ Formen von Religiosität vereinbar mit den anarchistischen Ideen.
Anfang der 1950er-Jahre studierte Chomsky einige Jahre an der Harvard University. 1955 wurde er an der Universität von Pennsylvania in Linguistik promoviert. Seine Dissertation Transformational Analysis war Teil eines groß angelegten Frühwerks, in welchem er bereits einige jener Ideen zu entwickeln begann, die er 1957 in seinem Buch Syntactic Structures, einem der bekanntesten Werke der Linguistik, ausarbeitete. Das Buch ist ein gekürzter, umgearbeiteter Auszug aus einer bereits in den frühen 1950er-Jahren während seiner Zeit in Harvard entstandenen, weit umfangreicheren Arbeit mit dem Titel The Logical Structure of Linguistic Theory, in der er die Transformationsgrammatik einführte. In Syntactic Structures fasste er seine linguistischen Forschungen anhand dreier Modelle der generativen Grammatik zusammen: Grammatik des finiten Zustands, Phrasenstrukturgrammatik und Transformationsgrammatik.
Nach der Verleihung der Doktorwürde lehrte Chomsky zunächst als Assistenzprofessor, ab 1961 dann als ordentlicher Professor Linguistik und Philosophie am Massachusetts Institute of Technology. In den 1960er-Jahren wurden seine revolutionären linguistischen Arbeiten weltweit anerkannt, seither gilt er als einer der wichtigsten Theoretiker auf diesem Gebiet.
Noam Chomsky war mit der Linguistin Carol Chomsky (1930–2008) verheiratet. Die Lateinamerikawissenschaftlerin Aviva Chomsky ist die älteste gemeinsame Tochter des Paares.
Nach dem Tod seiner ersten Frau heiratete Chomsky 2014 die im brasilianischen Poços de Caldas geborene Übersetzerin Valeria Wasserman. 2015 erwarb das Paar ein Haus in São Paulo. Nach einem Schlaganfall Chomskys im Juni 2023 zogen sie dauerhaft nach Brasilien. Im Juni 2024 besuchte der brasilianische Präsident Lula Chomsky in seinem Haus. Zuvor hatten Chomsky und seine Frau im Jahr 2018 Lula, als dieser in Curitiba inhaftiert war, besucht.

## Akademisches Wirken

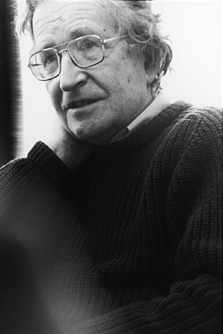
Noam Chomsky, 2005

Die Formalisierung natürlicher Sprachen war in der Sprachwissenschaft zwar schon länger bekannt, allerdings war es Noam Chomsky, der die einzelsprachlichen Ausdrücke rekursiv mit Hilfe einer Metasprache definierte. Die aus der Metasprache abgeleiteten Klassen von Grammatiken können in eine Hierarchie eingeteilt werden, die heute Chomsky-Hierarchie genannt wird. Seine Arbeit stellt einen Meilenstein für die Linguistik dar.
Formale Sprachen und die Chomsky-Hierarchie spielen auch in der Informatik eine wichtige Rolle, insbesondere in der Komplexitätstheorie und im Compilerbau. Zusammen mit den Arbeiten Alan Turings begründen sie einen eigenen Bereich in der Mathematik und machen strukturelle Bereiche und Formalismen natürlicher Sprachen einer mathematischen Betrachtung zugänglich, unter anderem mit dem Ergebnis, dass maschinelle Übersetzungen prinzipiell möglich sind.
Die mathematische Formalisierung natürlicher Sprachen legte Grundlagen für die Computerlinguistik und das Projekt maschineller Sprachübersetzung. Chomskys Theorien selbst gelangten aber schnell in die Kritik, nachdem bewiesen wurde, dass die generative Transformationsgrammatik Turing-vollständig und damit nicht endlich bearbeitbar ist. Als Reaktion beschränkte Chomsky daraufhin die Eigenschaften seiner Grammatik in Government & Binding und Barriers durch allgemeine Beschränkungen für mögliche Transformationen und Positionen, die Wortgruppen in Strukturen einnehmen können. Diese und spätere Grammatiktheorien wie das Minimalistische Programm sind allerdings nicht ausreichend mathematisch formalisiert und spielen damit für die Computerlinguistik, im Gegensatz zu unifikationsbasierten Grammatiken wie der Lexikalisch-funktionalen Grammatik (LFG) und der Head-driven Phrase Structure Grammar (HPSG), nur eine untergeordnete Rolle.

### Beiträge zur Linguistik
Chomsky begann in den 1950er-Jahren mit der Arbeit an seiner Theorie der generativen Transformationsgrammatik und versuchte dabei über die strukturalistischen, distributionalistischen oder behavioristischen Ansätze der Linguistik hinauszugehen. Seine Theorie hat das Ziel, die angeborenen Strukturen der menschlichen „Sprachfähigkeit“ zu erklären. Sie wird oft als der wichtigste Beitrag auf dem Feld der theoretischen Linguistik des 20. Jahrhunderts beschrieben und als „Chomskysche Revolution“ bezeichnet. Um auf die in den 1970er Jahren an seinem ersten Modell entwickelte Kritik zu reagieren, präsentierte Chomsky Anfang der 1980er Jahre eine neue Version seiner Theorie, die auf einem modularen Ansatz basierte. In den 1990er-Jahren legte er dann den Grundstein für das, was er das „minimalistische Programm“ nannte.
Chomskys Forschung spielte eine entscheidende Rolle bei der sogenannten kognitiven Wende. Seine Kritik an B. F. Skinners Verbal Behavior im Jahr 1959 stellte den in den 1950er-Jahren vorherrschenden behavioristischen Ansatz zur Erforschung von Geist und Sprache in Frage. Er entwickelte darüber hinaus die Chomsky-Hierarchie, eine Methode, um formale Sprachen nach ihrer Erzeugungskraft zu klassifizieren.
Chomsky tritt gegen die behavioristische Theorie des Spracherwerbs auf (siehe das Poverty-of-the-Stimulus-Argument), in der davon ausgegangen wird, dass die Aneignung von Sprache ausschließlich über einen Lernprozess erfolgt. Im Gegensatz dazu wird in seiner Theorie ausgeführt, dass eine Sprache mittels der Entfaltung angeborener Fähigkeiten erlernt wird. Diesen angeborenen Spracherwerbsmechanismus nennt er Language Acquisition Device (LAD). Chomsky führt den Begriff einer Universalgrammatik ein, der auf der Annahme beruht, dass allen Sprachen eine universelle Grammatik gemein sei, über die jeder Mensch verfüge, da sie angeboren sei. Damit weist sich Chomsky als Vertreter des philosophischen Mentalismus aus, dessen Tradition auf René Descartes zurückgeht. Zugleich wurde er so Wegbereiter der Biolinguistik.
Chomskys Theorie geht von Äußerungen wie Wörtern, Phrasen und Sätzen aus und bringt sie mit Oberflächenstrukturen in Zusammenhang, die selbst wieder mit abstrakteren Tiefenstrukturen korrespondieren. Umformungsregeln bestimmen zusammen mit den Regeln für die Struktur von Phrasen und anderen Strukturprinzipien sowohl die Erzeugung als auch die Interpretation von Äußerungen. Mit einem begrenzten Instrumentarium von grammatikalischen Regeln und einer begrenzten Anzahl von lexikalischen Einheiten (Wörter bzw. Morpheme) kann eine unbegrenzte Menge von Sätzen gebildet werden, darunter solche, die noch nie zuvor gesagt wurden. Nach Chomskys Vorstellungen ist die Fähigkeit, Äußerungen auf diese Weise zu strukturieren, angeboren und somit ein Teil des genetischen Programms der Menschen. Das ist der Gedanke der Universalgrammatik und wird von Chomsky aus der Cartesianischen Linguistik hergeleitet. Solche Strukturprinzipien werden im Allgemeinen genauso wenig bewusst wie die meisten biologischen und kognitiven Eigenschaften.
Chomskys linguistische Theorien durchliefen verschiedene Stadien, die in der Fachliteratur üblicherweise nach den paradigmasetzenden Veröffentlichungen Chomskys benannt werden:
- 1981: Government & Binding (GB)
- 1992: Minimalistisches Programm (MP)
- 1994: Bare Phrase Structure (BPS)
- 2001: Derivation By Phase (DBP)

In den 1980er Jahren ging Chomsky davon aus, dass die grammatikalischen Prinzipien, denen Sprachen unterliegen, festgelegt und angeboren sind. Er nahm an, dass der Unterschied zwischen den Weltsprachen durch das Setzen von Parametern im Gehirn charakterisiert werden kann, was oft mit Schaltern verglichen wird (beispielsweise der pro-drop-Parameter, der anzeigt, ob eine Sprache eine Pro-Drop-Sprache ist oder nicht. In Pro-Drop-Sprachen wie dem Spanischen oder Italienischen kann das Subjekt eines Verbs wegfallen, der Parameter-Wert wäre +; bei Sprachen wie Englisch oder Deutsch, in denen das Subjekt nicht weggelassen werden kann, wäre er –.). Ein Kind, das eine Sprache lernt, müsse nur die notwendigen lexikalischen Einheiten (Wörter und Morpheme) erwerben und die Parameter auf passende Werte festlegen, was bereits anhand weniger Beispiele erfolgen könne. Es wurde angenommen, dass Sprachen in Abhängigkeit von je einem Parameter verschiedene voneinander unabhängige grammatische Eigenschaften aufweisen, die dann alle gleichzeitig mit dem Setzen eines Parameters erworben werden. Zum Beispiel nahm man an, dass der pro-drop-Parameter mit verschiedenen anderen grammatischen Eigenschaften wie zum Beispiel dem Vorkommen von Expletivpronomen in einer Sprache, korreliert. Das Ergebnis umfangreicher sprachvergleichender Untersuchungen war jedoch, dass verschiedene grammatische Phänomene unabhängig voneinander in den Sprachen der Welt auftreten, so dass das Parameterkonzept seine Attraktivität verlor. Es gab zu keinem Zeitpunkt eine Liste von plausiblen Parametern, ja selbst über die Anzahl der Parameter gab es nur stark divergierende Annahmen. Chomsky selbst revidierte seine Ansichten in einem Aufsatz, den er mit zwei Biologen veröffentlichte (Hauser, Chomsky, Fitch, 2002). Die Annahme sprachspezifischen Wissens von der Art, wie es in GB vorgeschlagen worden war, als im menschlichen Genom kodiert ist auch aus biologischen Gründen unplausibel, weshalb die Autoren nunmehr davon ausgingen, dass das angeborene sprachliche Wissen sich auf die Fähigkeit beschränkt, sprachliches Material zu verknüpfen (die Operation Merge im Minimalistischen Programm).
Chomskys ursprüngliche Herangehensweise im Prinzipien-und-Parameter-Framework schien durch mehrere Beobachtungen motiviert. Ihn erstaunte zunächst das Tempo, mit dem Kinder Sprachen lernen. Weiterhin stellte er fest, dass Kinder auf der ganzen Welt auf eine ähnliche Weise sprechen lernen. Schließlich bemerkte er, dass Kinder bestimmte typische Fehler machen, wenn sie ihre erste Sprache erlernen, wohingegen andere, offensichtlich logische Fehler, nicht auftreten. Ein wichtiges Argument war das Poverty of the Stimulus-Argument, wonach kompetente Sprecher einer Sprache über sprachliches Wissen verfügen, das sie nicht aus dem Input erworben haben können, woraus sich zwangsweise ergibt, dass dieses Wissen angeboren sein muss. Chomskys Sichtweise und die wichtigen Argumente für angeborenes sprachliches Wissen sind in einem populärwissenschaftlichen Buch von Steven Pinker dokumentiert. Die gesamte Debatte einschließlich Gegenargumenten findet sich in Stefan Müllers Grammatiktheorie. Chomskys Ideen hatten einen starken Einfluss auf die Untersuchung des kindlichen Spracherwerbs (s. Chomskys und Fodors Vorstellung der angeborenen Modularität des Geistes). Die meisten Argumente für angeborenes sprachspezifisches Wissen gelten heute als widerlegt. Geoffrey Pullum und Barbara Scholz haben 2001 darauf hingewiesen, dass Poverty of the Stimulus-Argumente nie richtig geführt wurden und haben gezeigt, wie ein Poverty of the Stimulus-Argument aussehen müsste. Die meisten Sprachwissenschaftler lehnen Chomskys nativistische Sichtweise heute ab und bevorzugen alternative Theorien wie die Konstruktionsgrammatik, Tree Adjoining Grammar, Lexical Functional Grammar oder Constructional Head-Driven Phrase Structure Grammar, die kein angeborenes sprachspezifisches Wissen annehmen. Insbesondere in der Konstruktionsgrammatik werden von Wissenschaftlern wie Michael Tomasello und Adele E. Goldberg gebrauchsbasierte Spracherwerbstheorien verfolgt. Auch bei vielen Arbeiten im Rahmen des Minimalistischen Programms spielt die Annahme angeborenen sprachspezifischen Wissens keine Rolle mehr.

#### Generative Grammatik
Chomskys syntaktische Analysen sind oft hochgradig abstrakt. Sie beruhen auf der sorgfältigen Untersuchung der Grenze zwischen grammatikalischen und ungrammatikalischen Mustern in konkreten Sprachen (vergleiche den sogenannten pathologischen Fall, der in der Mathematik eine ähnlich bedeutende Rolle spielt). Derartige grammatikalische Entscheidungen können genaugenommen jedoch nur durch Muttersprachler getroffen werden. Deshalb konzentrieren sich Linguisten meist auf die eigene Muttersprache, sodass vor allem in frühen Stadien der Theorie von Seiten der Sprachtypologie der Vorwurf erhoben wurde, das Modell sei zu sehr auf die Struktur des Englischen und anderer europäischer Sprachen abgestellt.

#### Chomsky-Hierarchie
Chomsky ist, unabhängig davon, inwieweit seine Ergebnisse Schlüssel zum Verständnis von natürlichen Sprachen darstellen, ebenfalls berühmt für seine Untersuchungen formaler Sprachen. Die Chomsky-Hierarchie teilt die formale Grammatik in Klassen wachsender Ausdruckskraft. Jede folgende Klasse kann zu einem breiteren Satz formaler Sprachen als die vorhergehende führen. Er vertritt die Auffassung, dass die Beschreibung einiger Aspekte der Sprache eine im Sinne der Chomsky-Hierarchie komplexere formale Grammatik benötige als die Beschreibung anderer Aspekte. Beispielsweise reiche eine reguläre Sprache aus, die englische Morphologie zu beschreiben, sei aber nicht stark genug, um auch die englische Syntax zu beschreiben. Die Chomsky-Hierarchie ist über ihre Bedeutung für die Linguistik hinaus zu einem wichtigen Element der theoretischen Informatik, speziell des Compilerbaus, geworden, da sie über bedeutende Verbindungen und Isomorphismen in Richtung Automatentheorie verfügt.

#### Kritik an Chomskys Linguistik
Chomskys Arbeiten zur Linguistik sind berühmt geworden, blieben aber nicht ohne Kritik: Die alternativ zur Interpretativen Semantik von seinem Schüler George Lakoff entwickelte Generative Semantik gab den Anstoß zu der als The Linguistics Wars bekannt gewordenen öffentlichen Auseinandersetzung zwischen dem Chomsky- und dem Lakoff-Lager in den 1960er- und 1970er-Jahren, die sich zu einem Streit um Theorien der Kognitionswissenschaften und Informatik ausweitete. In Folge konzipierten – in Spannung zu Chomskys Standpunkt – Lakoff, Mark Johnson u. a. die Kognitive Linguistik. Auch seine Behauptungen zum Spracherwerb blieben nicht unwidersprochen. Insbesondere im Rahmen der Konstruktionsgrammatik und der assoziierten Spracherwerbsforschung wird davon ausgegangen, dass sprachspezifisches Wissen nicht angeboren ist, sondern aus dem sprachlichen Input erworben werden kann.

### Beiträge zur Psychologie
Chomskys linguistisches Werk beeinflusste auch die Entwicklung der Psychologie im 20. Jahrhundert. Seine Theorie einer Universalgrammatik war ein direkter Angriff auf die etablierten behavioristischen Theorien seiner Zeit und hatte erhebliche Auswirkungen auf das wissenschaftliche Verständnis des kindlichen Spracherwerbs und der menschlichen Fähigkeit zur Interpretation von Sprache.
1959 veröffentlichte Chomsky seine Kritik an B. F. Skinners Verbal Behavior. Mit Skinner behandelte einer der führenden Behavioristen das Phänomen Sprache als sprachliches Verhalten (engl. verbal behavior). Dieses Verhalten, so Skinner, könne wie jedes andere Verhalten – vom Schwanzwedeln eines Hundes bis zur Vorstellung eines Klaviervirtuosen – verstärkt werden.
Chomskys Kritik an Skinners Arbeit war einer der Auslöser der sogenannten kognitiven Wende in der Psychologie. In seinem Buch Cartesianische Linguistik von 1967 und anderen weiterführenden Arbeiten entwickelte Chomsky eine Erklärung der menschlichen Sprachfähigkeit, die auch für Untersuchungen in anderen Bereichen der Psychologie Modellcharakter entfaltete. Hier sind vor allem drei Kerngedanken festzuhalten:
Erstens behauptet Chomsky, dass der Geist kognitiv ist. Das bedeutet, dass tatsächlich mentale Zustände, Überzeugungen, Zweifel usw. enthalten sind. Frühere Ansichten hatten das mit dem Argument abgelehnt, dass es sich lediglich um Ursache-Wirkung-Beziehungen handle. 
Zweitens behauptet er, dass ein Großteil dessen, was der erwachsene Geist könne, bereits angeboren ist. Es käme zwar kein Kind auf die Welt, das bereits eine Sprache spreche, aber alle würden mit der Fähigkeit zum Spracherwerb geboren, die es sogar gestatte, in wenigen Jahren gleich mehrere Sprachen geradezu aufzusaugen. In der Linguistik wird diese These auch als linguistischer Mentalismus bezeichnet. Psychologen erweiterten die These weit über das Feld der Sprache hinaus. Marc Hauser etwa, ehemals Psychologe an der Harvard University, nimmt auf Basis der Forschungen von Chomsky an, dass Menschen, ähnlich wie es sich mit dem Sprachinstinkt verhält, auch mit gewissen Moralinstinkten geboren werden. Der Geist des Neugeborenen wird heute nicht mehr als unbeschriebenes Blatt betrachtet. Damit widersprechen Chomsky und seine Nachfolger der lange Zeit unter anderem in der Philosophie durch die Empiristen vertretenen These, dass „nichts im Verstand ist, was nicht zuvor in den Sinnen war“, die also Menschen bei ihrer Geburt als Tabula rasa ansehen. 
Drittens entwickelt Chomsky aus dem Konzept der Modularität ein entscheidendes Merkmal der kognitiven Architektur des Geistes. Der Geist sei aus einer Ansammlung zusammenwirkender spezialisierter Subsysteme zusammengesetzt, die nur eingeschränkt miteinander kommunizierten. Diese Vorstellung unterscheidet sich stark von der alten Idee, dass jedes Stückchen Information im Geist durch jeden anderen kognitiven Prozess abgerufen werden könne. Viele Aspekte des gegenwärtigen Konzepts von der Funktionsweise des Geistes entspringen unmittelbar Ideen, die in Chomsky ihren ersten Autor fanden.

## Politisches Engagement

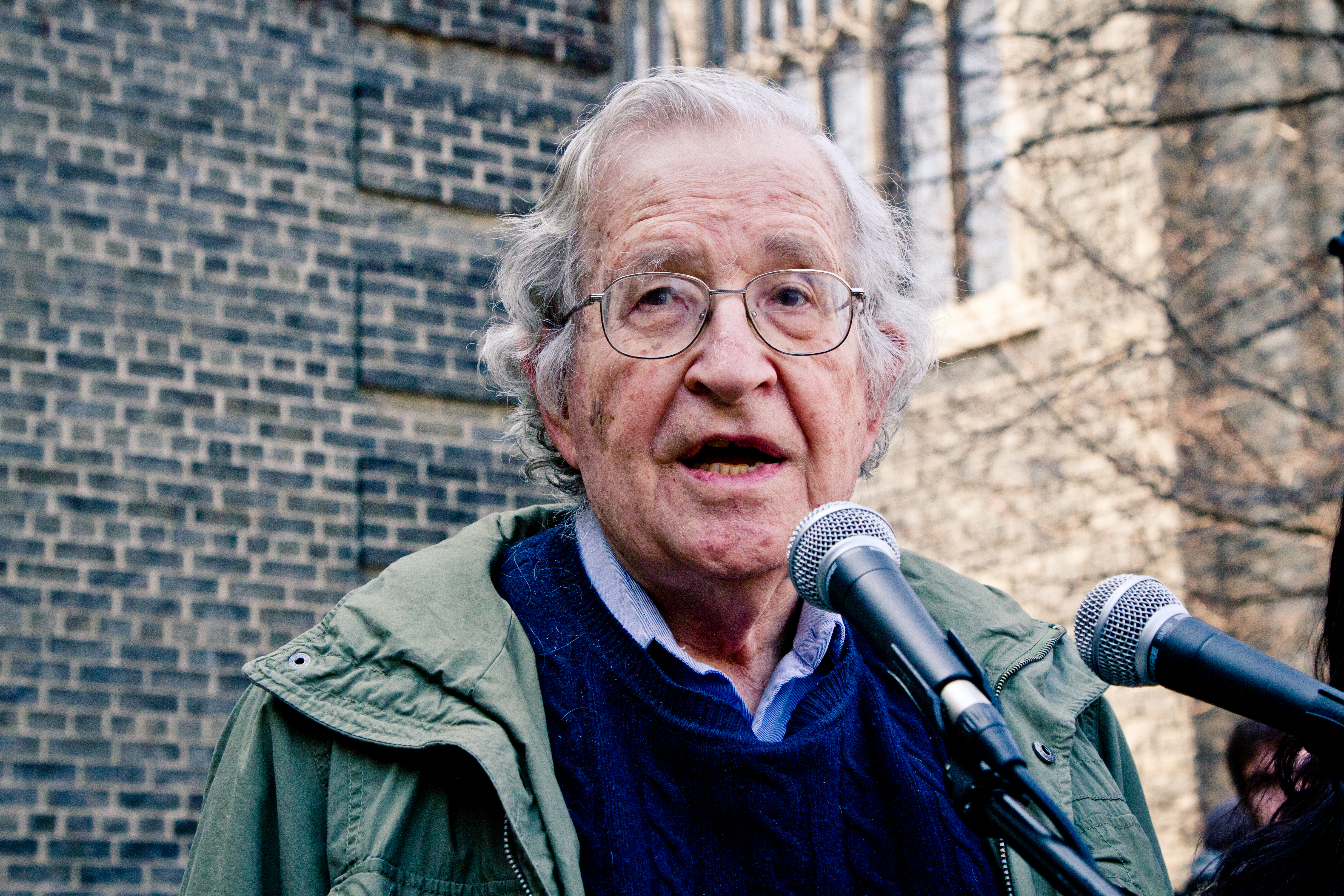
Noam Chomsky bei einer Rede für die Occupy-Wall-Street-Bewegung, 2011

### Chronologischer Überblick
Parallel zu seiner wissenschaftlichen Karriere ist Chomsky seit Mitte der 1960er-Jahre politisch aktiv, etwa als er öffentlich gegen den Vietnamkrieg Stellung bezog. Als Sympathisant der anarchosyndikalistischen Bewegung und Mitglied der IWW-Gewerkschaft hält er eine Vielzahl von Konferenzen auf der ganzen Welt und veröffentlicht zahlreiche Bücher und Artikel, in denen er seine historischen, sozialen und politischen Analysen präsentiert. Seine Kritik konzentriert sich insbesondere auf die US-Außenpolitik und die Funktionsweise der Massenmedien.
Noam Chomsky wird daher auch als intellektuelle Schlüsselfigur der politischen Linken in den USA angesehen.
Seine Vorträge werden in Büchern und einige auch auf CDs veröffentlicht, die beispielsweise auf Jello Biafras Label Alternative Tentacles erscheinen.
Zusammen mit Edward S. Herman hat Chomsky im Propagandamodell zu erklären versucht, wie Massenmedien im kapitalistischen Umfeld die Berichterstattung so gestalten, dass die Interessen der Regierung und der Oberschicht gewahrt bleiben.
Noam Chomsky gilt in Hinblick auf sein politisches Schrifttum als der „meistzitierte Außenseiter der Welt“ und als einer der Vorsprecher und Vordenker der Globalisierungskritik.
Historische Ereignisse, die Chomskys politisches Engagement nachhaltig geprägt haben, waren der Spanische Bürgerkrieg, Aufstieg und Etablierung des Nationalsozialismus in Deutschland und die Bombardierung Hiroshimas. In den 1960er-Jahren begann Chomsky, sich in der Öffentlichkeit deutlicher politisch zu artikulieren. Seit 1964 protestierte er gegen den von ihm als „Angriff auf Südvietnam“ bezeichneten Vietnamkrieg und kritisierte, dass dieser in den USA Krieg in Vietnam genannt wurde.
Im Jahre 1969 veröffentlichte er Amerika und die neuen Mandarine, eine Sammlung von Aufsätzen über den Vietnamkrieg, die Einfluss auf die Antikriegsbewegung ausübte. Ebenso deutlich bezog Chomsky Stellung gegen die US-amerikanische Politik und die Rolle der Medien in Bezug auf Kuba, Haiti, Osttimor, Nicaragua, den Nahostkonflikt und gegenüber den „Schurkenstaaten“ sowie zum zweiten Golf- und zum Kosovokrieg, zur Frage der Menschenrechte, zu Globalisierung und neoliberaler Weltordnung. Heute ist er, neben seiner weiter unbestrittenen Bedeutung für die Linguistik, zu einem der bedeutendsten Kritiker der US-Außenpolitik, der politischen Weltordnung und der Macht der Massenmedien geworden. Chomsky äußerte, dass seine „persönlichen Visionen traditionell anarchistisch sind, mit Herkunft aus der Aufklärung und dem klassischen Liberalismus“. Konsequenterweise bedürfe jede hierarchiegebundene Struktur zu ihrer Legitimität der Rechtfertigung. Der dahinter stehende Interessensschutz diene dem Individuum und nicht dem politischer Ideologien, etwa dem Kapitalismus oder dem Staatssozialismus, die beide sich auf die frühe Form des Liberalismus beriefen.
1977 veröffentlichte Chomsky zusammen mit Edward S. Herman in der Wochenzeitschrift The Nation einen Artikel, in dem sie Berichte über Gräueltaten der Roten Khmer angriffen und Zweifel an deren Wahrheitsgehalt säten. Beide gaben nicht vor, zu wissen, wo die Wahrheit liegt, kommen aber auf Basis des verfügbaren Beweismaterials zum Schluss, „dass es allerhöchstens ein paar Tausend Hinrichtungen gab; dass diese örtlich begrenzt waren auf Gegenden, in denen die Roten Khmer nur geringen Einfluss hatten und in denen die Bauern außergewöhnlich unzufrieden waren.“ Sie verglichen Kambodscha mit Frankreich nach dem Zweiten Weltkrieg, wo Nazi-Kollaborateure ebenfalls barsch behandelt wurden. In die amerikanische Öffentlichkeit würde eine äußerst verzerrte Version der verfügbaren Fakten durchdringen, die angebliche Gräueltaten der Roten Khmer betone. Im Jahr 1979 veröffentlichten sie das Buch After the Cataclysm, in dem sie die meisten ihrer vorhergehenden Behauptungen wiederholten.
Seiner Kritik an amerikanischen Militärinterventionen blieb Chomsky auch während der Jugoslawienkriege in den 1990er-Jahren treu und verurteilte in diesem Zusammenhang die von der NATO angeführte Bombardierung der Bundesrepublik Jugoslawien als völkerrechtswidrig und kontraproduktiv. Chomskys Relativierungen bzgl. des Ausmaßes der Kriegsverbrechen von serbischer Seite sorgten speziell in Hinblick auf den Bosnienkrieg für reichlich Kontroverse, was ihm u. a. den Vorwurf der Genozidleugnung einbrachte. So weigert sich Chomsky z. B., das Massaker von Srebrenica klar als Völkermord zu benennen, da es sich seiner Auffassung nach hierbei lediglich um einen gewöhnlichen Massenmord gehandelt habe, der vergleichbar mit den Kriegsverbrechen der Bosnischen Armee sei.
Im Jahr 2001 gab Chomsky der für ihr politisches Engagement bekannten Band Rage Against the Machine ein Interview zum Thema Politik in Mexiko, das zum Konzert The Battle of Mexico City veröffentlicht wurde. Im Interview thematisierten Zack de la Rocha und Chomsky kritisch den Freihandel.
2008 unterstützte Chomsky den unabhängigen Präsidentschaftskandidaten Ralph Nader, rief jedoch die wahlberechtigte Bevölkerung in den Swing States auf, für Barack Obama und gegen John McCain zu stimmen, was ihm Kritik von Seiten der Anarchisten einbrachte.
Seit 2008 unterstützt Chomsky das Free Gaza Movement, das er als „mutiges und notwendiges Unterfangen“ bezeichnet. Im Mai 2010 wollte er zu einem Vortrag an der Universität Bir Zait über die Allenby-Brücke in das israelisch besetzte Westjordanland einreisen. Nach einem vierstündigen Verhör wurde Chomsky die Einreise von den israelischen Grenzbehörden verweigert. Später erklärte ein Regierungssprecher, dass das Einreiseverbot ein Missverständnis gewesen sei. Chomsky hatte zuvor schon zahlreiche Vorträge an israelischen Universitäten gehalten. Im Jahr 2013 war er einer der Akademiker, die Stephen Hawking dazu aufriefen, seine Teilnahme an einer Konferenz in Israel abzusagen. Er kritisierte im September 2019 mit rund 300 Kulturschaffenden, dass die Stadt Dortmund die Verleihung des Nelly-Sachs-Preises an die Schriftstellerin Kamila Shamsie wegen deren Unterstützung der umstrittenen BDS-Kampagne (Boycott, Divestment and Sanctions gegen Israel), über die die Jury nicht informiert war, widerrufen hatte. Die Jurymitglieder hatten ihre Entscheidung widerrufen, weil Shamsies Position im Widerspruch zu den Satzungszielen der Preisvergabe und zum Geist des Nelly-Sachs-Preises stehe.
Seit Anfang 2016 ist Noam Chomsky Mitglied der paneuropäischen Partei DiEM25. Er unterstützte Bernie Sanders bei den Vorwahlen um die amerikanische Präsidentschaft 2016. Während des eigentlichen Wahlkampfes sprach er sich gegen Donald Trump aus und empfahl, Hillary Clinton zu wählen. Auch nach Trumps Wahlsieg positionierte er sich deutlich, bezeichnete diesen als „greater evil“ (dt. „schlimmeres Übel“) und charakterisierte ihn in einem Interview 2020 als „soziopathischen Witzbold“ (sociopathic buffoon), der keine wirkliche Ideologie vertrete, sondern vor allem mit sich selbst beschäftigt sei. Er warnte in einem Interview im November 2016, die Partei der Republikaner unter Trump sei zur most dangerous organization in world history (dt. „gefährlichste Organisation der Weltgeschichte“) geworden und würde, in Anspielung auf Leugner des Klimawandels in der Partei, die Zerstörung organisierten menschlichen Lebens rasant beschleunigen.
Noam Chomsky ist Unterzeichner der 2017 veröffentlichten Deklaration zur gemeinsamen Sprache der Kroaten, Serben, Bosniaken und Montenegriner.
Chomsky nimmt aktiv an der öffentlichen Debatte um Auswege aus der Klimakrise teil. So ist er Mitunterzeichner eines im Dezember 2018 veröffentlichten offenen Briefes, in welchem der Politik ein Scheitern bei der Thematisierung der Krise vorgeworfen und zum Konsumverzicht aufgerufen wird sowie dazu, sich Bewegungen wie Extinction Rebellion anzuschließen.
Im September 2020 hielt er die Eröffnungsrede der Progressiven Internationalen (PI), deren Gründungs- und Ratsmitglied er ist.

### Faurisson-Kontroverse
Anfang der 1980er-Jahre entstand vor allem in Frankreich eine Kontroverse, weil Chomsky im Herbst 1979 auf Bitte von Serge Thion, einem seit 1978 aktiven und 2017 verstorbenen Holocaustleugner, eine Petition zur Verteidigung der Redefreiheit des französischen Literaturprofessors und Neonazis Robert Faurisson unterzeichnet hatte. Faurisson hatte in zwei 1978 und 1979 im Le Monde veröffentlichten Artikeln die Existenz von Gaskammern in NS-Deutschland bestritten und wurde daraufhin wegen Verleumdung und Aufrufs zum Rassenhass zu einer dreimonatigen, zur Bewährung ausgesetzten Gefängnisstrafe und einer Geldbuße in Höhe von 21.000 Franc (3.200 Euro) verurteilt. Chomsky wies darauf hin, dass er sich, obwohl seine eigenen Schlüsse bezüglich des Holocaust denen Faurissons entgegengesetzt seien und selbst wenn es stimme, dass Faurisson ein Antisemit und Neonazi sei, dennoch für dessen Redefreiheit einsetze. Des Weiteren bemerkte Chomsky, dass es eine jahrhundertealte Binsenweisheit sei, dass man sich gerade in Fällen „abscheulicher Gedanken“ am stärksten für das Recht zu deren freier Äußerung einsetzen müsse – denn es sei zu einfach, dieses Recht nur für diejenigen einzufordern, die ohnehin keine solche Verteidigung benötigten.
Chomsky veröffentlichte diese Einlassung in einem Essay über die Redefreiheit und erlaubte jedem die freie Verwendung, woraufhin Faurisson den Text als Vorwort für sein Buch verwendete. Dies erregte erneutes Aufsehen und den Vorwurf, die Verwendung seines Essays durch Faurisson zugelassen zu haben. Der Historiker Pierre Vidal-Naquet warf Chomsky zusätzlich vor, entgegen seinen Beteuerungen auch mit Faurisson „freundschaftlich korrespondiert“ und sich nicht der Abfassung eines Vorworts zu seinem eigenen Text durch den einschlägig bekannten Holocaustleugner Pierre Guillaume widersetzt zu haben.
Im September 2010 trat Chomsky in Paris vor einem 1800 Personen starken Auditorium auf, um weiterhin für die Pressefreiheit und die Meinungsfreiheit Robert Faurissons einzutreten. Zu diesem Zeitpunkt unterzeichnete er auch eine Solidaritätserklärung mit einem weiteren, damals inhaftierten, Holocaustleugner, Vincent Reynouard, wobei er bekannte, dessen Schriften nicht zu kennen, grundsätzlich aber gegen das Prinzip der Loi Gayssot zu sein.

### Überwachung durch Nachrichtendienste

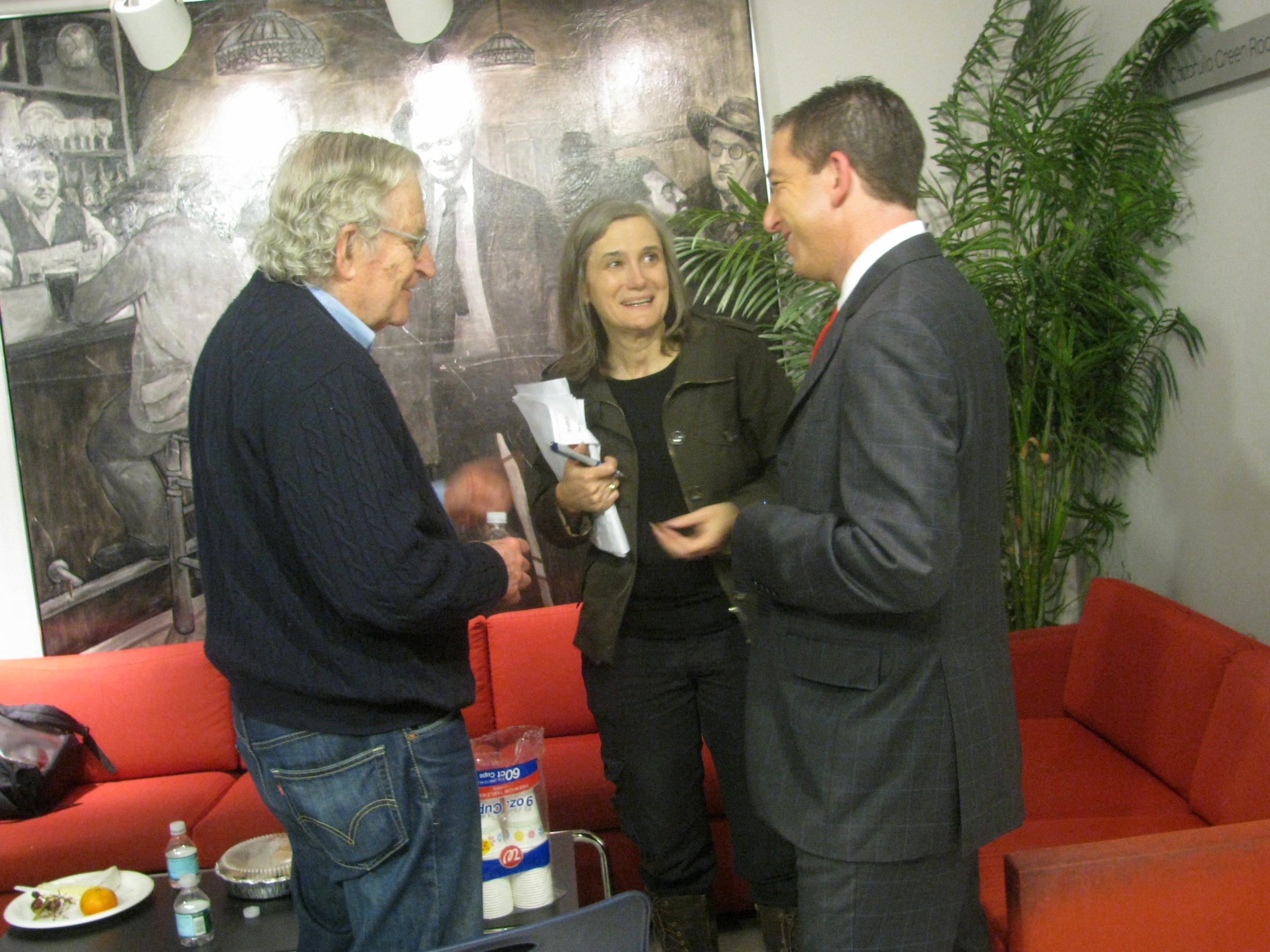
Noam Chomsky, Amy Goodman und Glenn Greenwald (2011)

Obwohl der Investigativreporter John Hudson im Februar 2013 am Ende seiner zweijährigen Nachforschung zum Ergebnis kam, der Auslandsgeheimdienst CIA habe keine Akte zu Chomsky, enthüllte das Magazin Foreign Policy im August durch eine Anfrage über den Freedom of Information Act, dass die CIA in Bezug auf Chomsky auch im US-amerikanischen Inland aktiv wurde. Eine Aktennotiz an das zu dem Zeitpunkt noch von J. Edgar Hoover geführte FBI belegt Nachforschungen, die 1970 auf Grund einer Reise nach Nordvietnam betrieben wurden.

## Rezeption

### Weltweit
Laut dem Arts and Humanities Citation Index ist Chomsky der am meisten zitierte lebende Autor im Bereich der Geisteswissenschaft.
In den Norton Lectures von 1973/74 und in dem daraus resultierenden Buch The Unanswered Question von 1976, (dt.: Musik – die offene Frage, 1982) setzte sich Leonard Bernstein mit Noam Chomskys linguistischen Arbeiten in Bezug zur Musik und der Musiktheorie auseinander. In dem Song Franco Un-American der Punk-Rock-Band NOFX, der sich gegen die Wiederwahl des US-Präsidenten George W. Bush bei der US-Präsidentschaftswahl 2004 richtete, erfährt Chomsky eine Erwähnung.
Zwei Bücher von Noam Chomsky befanden sich im Bücherregal des staatenlosen Terroristen Osama bin Laden in dessen Anwesen in Abbottabad. Es handelte sich dabei um die Bücher Hegemony or Survival: America’s Quest for Global Dominance sowie Necessary Illusions: Thought Control in Democratic Societies. Es gibt jedoch keine Hinweise, dass bin Laden diese Bücher auch gelesen hat. Er sprach höchstwahrscheinlich nicht fließend Englisch.

### In Deutschland
Chomskys politische Schriften erschienen in Deutschland zunächst prominent im Suhrkamp-Verlag; im Berliner Oberbaum-Verlag erschien 1975 ein kritischer Sammelband von Chomsky und Edward S. Herman über den Imperialismus, 1981 bei Ullstein die Übersetzung eines französischen Buches mit Interviews von Mitsou Ronat unter dem Titel Sprache und Verantwortung. Suhrkamp beschränkte sich nun auf die anthropologischen und sprachwissenschaftlichen Arbeiten.  Der politische Chomsky wurde, durchaus vergleichbar mit seiner Rezeption in den USA, von kleineren linken Verlagshäusern wie dem Argument-Verlag (Berlin), zu Klampen (Lüneburg), Pendo (Zürich), Mink (Berlin) und vor allem dem Trotzdem-Verlag und dessen Zeitschriften (Schwarzer Faden, Dinge Der Zeit) vertreten, bis die globalisierungskritische Bewegung ihn gegen Ende der 1990er-Jahre wieder breiteren Medien zuführte (z. B. dem Europa-Verlag).
Chomskys frühe linguistische Arbeiten wurden ins Deutsche übersetzt und erschienen in verschiedenen Verlagen, besonders im Suhrkamp Verlag. Sie hatten auch Konjunktur in der Pädagogik der 1970er-Jahre, an ihnen polarisierten sich die Schulgrammatik und die aufklärerische bzw. wissenschaftliche Linguistik. Andererseits befand er sich mit seinen affirmativen Positionen zu Descartes und mit seiner Berufung auf Wilhelm von Humboldt vielfach in weltanschaulich und fachgebietsspezifisch umkämpften Traditionen. Ähnlich zwischen den Lagern werden seine Positionen zur Künstlichen Intelligenz empfunden, wo er sowohl als Vater der Computerlinguistik verstanden wird als auch als idealistischer Gegner der Informatisierung.

## Auszeichnungen und Mitgliedschaften
Chomsky ist mit Ehrendoktor-Würden einer Vielzahl von Universitäten ausgezeichnet:
| - University of London - Swarthmore College - University of Pennsylvania - Amherst College - Universidad de Buenos Aires - Columbia University - University of Maine - University of Toronto - Universität Bologna - Universidad Nacional de Colombia - Universität Uppsala - Central Connecticut State University - Tsing-Hua-Nationaluniversität | - University of Chicago - Bard College - University of St Andrews - University of Cambridge - McGill University - Villanova University - Scuola Normale Superiore di Pisa - Harvard University - Universidad de La Frontera - Vrije Universiteit Brussel - Nationale und Kapodistrias-Universität Athen - Nationale Autonome Universität von Mexiko (UNAM) | - Loyola University Chicago - University of Massachusetts Amherst - Georgetown University - Rovira i Virgili University - University of Connecticut - University of Western Ontario - Universidad de Chile - University of Calcutta - Instituto Tecnológico de Santo Domingo - Universität Zypern - Peking-Universität |

Darüber hinaus wurde er mit folgenden Auszeichnungen und Mitgliedschaften geehrt:
- 1963: Mitglied der American Academy of Arts and Sciences
- 1966: Fellow der American Association for the Advancement of Science
- 1972: Mitglied der National Academy of Sciences[67]
- 1974: Wahl zum Mitglied der Leopoldina
- 1974: Korrespondierendes Mitglied der British Academy[68]
- 1984: Award for Distinguished Scientific Contributions der American Psychological Association (APA)[69]
- 1995: Auswärtiges Mitglied der Academia Europaea[70]
- 1988: Kyoto-Preis
- 1996: Helmholtz-Medaille der Berlin-Brandenburgischen Akademie der Wissenschaften
- 2004: Carl-von-Ossietzky-Preis für Zeitgeschichte und Politik der Stadt Oldenburg[71]
- 2004: Mitglied der American Philosophical Society[72]
- 2005: Wahl zum führenden Intellektuellen weltweit durch eine Umfrage der Zeitschrift Prospect[73]
- 2010: Erich-Fromm-Preis
- 2010: Thomas Merton Award für soziale Gerechtigkeit
- 2011: Albertus-Magnus-Professur an der Universität zu Köln
- 2014: Ehrenpreis des Prix Mychkine
- 2015: Sretenjski-Orden am Halsband zweiter Klasse[74]
- 2015: Orden von Timor-Leste am Bande[75]
- 2017: Benennung eines Asteroiden nach ihm: (52270) Noamchomsky
- 2018: BBVA Foundation Frontiers of Knowledge Award

Die 1986 entwickelte Programmiersprache Comskee wurde nach ihm benannt.
Der Schimpanse eines Experiments der Columbia University zum Sprachverständnis von Tieren wurde in Anlehnung an Chomskys linguistische Beiträge Nim Chimpsky genannt.

## Veröffentlichungen (Auswahl)

### Linguistik
- Syntactic Structures. Mouton, Den Haag 1957; De Gruyter, Berlin/New York 1989, ISBN 90-279-3385-5.
  - deutsch: Strukturen der Syntax. Übersetzt von Klaus-Peter Lange, Suhrkamp, Frankfurt am Main 1973, ISBN 978-3-11-081362-3.
- Aspects of the Theory of Syntax. The MIT Press, Cambridge, Mass., 1965, ISBN 0-262-53007-4.
  - deutsch: Aspekte der Syntax-Theorie. übersetzt und herausgegeben von einem Kollektiv unter der Leitung von Ewald Lang, Suhrkamp, Frankfurt am Main 1973, ISBN 3-518-27642-5.
- Cartesian Linguistics – A Chapter in the History of Rationalist Thought. 1966; 3. Auflage 2009, ISBN 978-0-521-70817-3.
- mit Morris Halle: The Sound of Pattern of English. Harpar & Row, New York 1968.
- Language and Mind. Harcourt Brace & World, New York 1968, ISBN 0-15-549257-8.
  - deutsch: Sprache und Geist. Übersetzt von Siegfried Kanngiesser, Ulrike Schwartz, Gerd Lingrün und Anna Kamp. Suhrkamp, Frankfurt am Main 1999, ISBN 3-518-27619-0.
- Rules and Representations. Columbia University Press, New York 1980; 2005, ISBN 0-231-13270-0.
  - deutsch: Regeln und Repräsentationen. Übersetzt von Helen Leuninger, Suhrkamp, Frankfurt am Main 1981,  ISBN 3-518-07951-4.
- Lectures on Government and Binding. Columbia University Press, New York 2005, zuerst 1980, ISBN 3-11-014131-0.
- Knowledge of Language. Its Nature, Origin and Use.  Cambridge, Mass. 1984, ISBN 0-275-91761-4.
- Language and Thought. 1993, Moyer Bell, Wakefield, Ill. 1998, ISBN 1-55921-076-1.
- The Minimalist Program. MIT Press, Cambridge, Mass. 2001, zuerst 1995, ISBN 0-262-53128-3.

### Politische Werke
Auszüge aus einigen seiner Bücher stehen auf Chomskys unten verlinkter Website.

#### Bücher
- American Power and the New Mandarines. Historical and Political Essays Pantheon Books, New York 1969.
  - Amerika und die neuen Mandarine. Politische und zeitgeschichtliche Essays. Suhrkamp, Frankfurt a. M. 1969. Übersetzung: Anna Kamp.
- At War with Asia. Pantheon, New York 1970.
- Two Essays on Cambodia. 1970
  - Im Krieg mit Asien. 2 Bände: Indochina und die amerikanische Krise; Kambodscha, Laos, Nordvietnam. Übersetzung: Jürgen Behrens. Suhrkamp, Frankfurt 1972.
  - Die Verantwortlichkeit der Intellektuellen. Suhrkamp, Frankfurt a. M. 1971.
- Problems of Knowledge and Freedom. The Russell Lectures. Pantheon, New York 1971. Die Bertrand Russell Memorial Lectures, Cambridge, 1971.
  - Über Erkenntnis und Freiheit. Vorlesungen zu Ehren von Bertrand Russell. Übersetzung: Gerd Lingrün. Suhrkamp, Frankfurt a. M. 1973
- mit Edward S. Herman: Counter-Revolutionary Evidence: Bloodbaths in Fact and Propaganda. Warner Modular Publications, Module Nr. 57, Andover, MA 1973.
  - mit Edward S. Herman: Massaker im Namen der Freiheit. Greueltaten und Greuelpropaganda des US-Imperialismus. Oberbaum, Berlin 1975.
- For Reasons of State. Pantheon, New York 1973.
  - Aus Staatsraison. Teilübersetzung von Burkhart Kroeber. Frankfurt a. M. 1974.
- Peace in the Middle-East? Reflections on Justice and Nationhood. Pantheon, New York 1974
- Intellectuals and the State. 1976.
- Dialogues avec Mitsou Ronat. Flammarion, Dialogues, Paris 1977.
  - Language and Responsability. Übersetzung: John Viertel. Harvester Press, Hassocks 1979.
  - Sprache und Verantwortung. Gespräche mit Mitsou Ronat. Übersetzung: Eva Brückner-Pfaffenberger. Ullstein, Frankfurt am Main, Berlin, Wien 1981.
- „Human Rights“ and American Foreign Policy. Spokesman Books, Nottingham 1978, ISBN 0-85124-201-4.
- mit Edward S. Herman: The Political Economics of Human Rights. 2 Bände. Volume I: The Washington Connection and Third World Fascism. Volume II: After the Cataclysm: Postwar Indochina and the Reconstruction of Imperial Ideology. South End Press, Boston 1979
- Radical Priorities. Black Rose, Montreal 1982.
- mit Jonathan Steele, John Gittings: Superpowers in Collision: The Cold War Now. 1982.
- Towards a New Cold War: Essays on the Current Crisis and How We Got There. Pantheon, New York 1982.
- The Fateful Triangle: The United States, Israel and the Palestinians. South End Press, Boston 1983. Neuausgabe 1999.
- Réponses inédites à mes détracteurs Parisiens. Spartacus, Paris 1984
- Turning the Tide: U.S. Intervention in Central America and the Struggle for Peace. South End Press, Boston 1985.
- Pirates & Emperors: International Terrorism in the Real World. Claremont Research and Publications, New York 1986. Erweiterte Ausgabe: South End Press, Cambridge 2003.
  - Pirates and emperors: Terrorismus in der „neuen Weltordnung“. Übersetzung: Horst Rosenberger. Trotzdem-Verlag, Frankfurt a. M. 2004
- The Race to Destruction: Its Rational Base. 1986.
- On Power and Ideology: The Managua Lectures. South End Press, Boston 1987
  - Die fünfte Freiheit. Über Macht und Ideologie. Vorlesungen in Managua. Übersetzung: Michael Haupt. Argument, Berlin 1988.
- The Culture of Terrorism. South End Press, Boson 1988
- Language and Politics. Black Rose, Montreal 1988.
  - Sprache und Politik. Übersetzung: Michael Schiffmann. Philo Verlag 1999.
- mit Edward S. Herman: Manufacturing Consent: The Political Economy of the Mass Media. Pantheon, New York 1988, ISBN 0-375-71449-9.
  - Die Konsensfabrik. Die politische Ökonomie der Massenmedien. Übersetzt von Michael Schiffmann, Westend, Frankfurt 2023, ISBN 978-3-86489-391-9.
- Necessary Illusions: Thought Control in Democratic Societies. South End Press, Boston 1989.
- Deterring Democracy. Hill and Wang, New York 1992.
  - mit Howard Zinn u. a.: Die neue Weltordnung und der Golfkrieg. Trotzdem Verlag, Grafenau 1992, ISBN 3-922209-37-8.
- Year 501: The Conquest Continues. South End Press, Boston 1993.
  - Wirtschaft und Gewalt. Übersetzung: Michael Haupt. zu Klampen, Lüneburg 1993.
- World Orders Old and New. Columbia University Press, New York 1994.
  - Neue Weltordnungen. Vom Kolonialismus zum Big Mac. Übersetzung: Michael Haupt. Europa Verlag, Hamburg 2004, ISBN 3-203-76009-6.
- Powers and Prospects: Reflections on Human Nature and the Social Order. South End Press, Boston 1996.
- Media Control. The Spectacular Achievements of Propaganda. Seven Stories Press, 1997. Neuauflage 2002.
  - Media Control. Wie die Medien uns manipulieren. Übersetzung: Michael Haupt. Europa Verlag, Hamburg 2003, ISBN 3-203-76015-0.
- The New Military Humanism: Lessons from Kosovo. Common Courage Press, Monroe, Me. 1999, ISBN 1-56751-177-5. ** Der neue militärische Humanismus. Lektionen aus dem Kosovo. edition 8, Zürich 2000, ISBN 3-85990-027-7
- Profit over People: Neoliberalism and Global Order. Seven Stories Press, New York 1999, ISBN 1-888363-82-7.
  - Profit over People – Neoliberalismus und globale Weltordnung. Übersetzung: Michael Haupt. Europa Verlag, Hamburg 2000, ISBN 3-203-76010-X (dt.)[77]
- The Fateful Triangle. The United States, Israel & the Palestinians. 1999. (Erste Ausgabe 1983)
  - Offene Wunde Nahost. Israel, die Palästinenser und die US-Politik. Übers. Michael Haupt. Europa, Hamburg 2002, 2003, ISBN 3-203-76017-7[78]
- Rogue States: The Rule of Force in World Affairs South End Press, Cambridge 2000, ISBN 0-89608-611-9.
  - War against People. Menschenrechte und Schurkenstaaten. Übers. Michael Haupt. Europa, Hamburg 2001, ISBN 3-203-76011-8.
- 9-11. Seven Stories Press, New York 2001, ISBN 1-58322-489-0; udT September 11: Allen & Unwin, Sydney 2001, ISBN 978-1-86508-818-1
  - The Attack – Hintergründe und Folgen. Übers. Michael Haupt. Europa, Hamburg 2002, ISBN 3-203-76013-4
    - Rezension: Christoph Fleischmann, Frankfurter Rundschau, FR, 4. Februar 2002
- Hegemony or Survival. Metropolitan Books, New York 2003.
  - Hybris. Die endgültige Sicherung der globalen Vormachtstellung der USA. Übers. Michael Haupt. Europa, Hamburg 2003, ISBN 3-203-76016-9.
- Power and Terror. Post 9/11 Talks and Interviews. Seven Stories Press, New York 2003.
  - Power and Terror. US-Waffen, Menschenrechte und der internationale Terrorismus. Übersetzung: Michael Haupt. Europa Verlag, Hamburg 2004, ISBN 3-203-76008-8.
- Peter Mitchell, John Schieffel (Hrsg.): Understanding Power: The Indispensable Chomsky. New Press, o. O. 2002, ISBN 1-56584-703-2.
  - Eine Anatomie der Macht. Der Chomsky-Reader. Europa Verlag, Hamburg 2004, ISBN 3-203-76007-X
- Government in the Future. Seven Stories Press. 2005. Eine alte Vorlesung vom 16. Februar 1970, am Poetry Center, New York.
  - Die Zukunft des Staates – Vom klassischen Liberalismus zum libertären Sozialismus. Übersetzung: Michael Schiffmann. Schwarzer Freitag Verlag, Berlin 2005, ISBN 3-937623-34-5
- Barry Pateman (Hrsg.): Chomsky on Anarchism. AK Press, 2005, ISBN 1-904859-20-8.
- Failed States. The Abuse of Power and the Assault on Democracy. Metropolitan Books, 2006, ISBN 0-8050-7912-2.
  - Der gescheiterte Staat. Übersetzung: Gabriele Gockel. Antje Kunstmann Verlag, München 2006, ISBN 3-88897-452-6.
- Interventions. City Lights Books, 2007.
  - Interventionen. Vorwort: Tariq Ali. Übersetzung: Maren Hackmann. Edition Nautilus, Hamburg 2008, ISBN 978-3-89401-582-4.
- Anthony Arnove (Hrsg.): The Essential Chomsky. Vintage, New York 2008.
  - Die Verantwortlichkeit der Intellektuellen. Zentrale Schriften zur Politik. Übersetzung: Kollektiv Druckreif. Verlag Antje Kunstmann, München 2008, ISBN 978-3-88897-527-1.
- Gaza in Crisis: Reflections on the US-Israeli War Against the Palestinians (mit Ilan Pappe). 2010, ISBN 978-0-241-14506-7
- Occupy – Occupied Media Pamphlet Service. Zuccotti Park Press, Brooklyn 1. Auflage vom 1. Mai, 2012, ISBN 978-1-884519-01-7.
  - Occupy! Übersetzung: Michael M. Schiffmann. Unrast Verlag, Münster Oktober 2012, ISBN 978-3-89771-120-4.
- mit Andre Vltchek: On Western Terrorism: From Hiroshima to Drone Warfare. Pluto Press, London 2013, ISBN 978-0-7453-3387-8.
- On Anarchism. The New Press, New York 2013, ISBN 978-1-59558-910-1.
  - Über Anarchismus. Beiträge aus vier Jahrzehnten. Übersetzung: Rainer Barbey. Verlag Graswurzelrevolution, Heidelberg 2021, ISBN 978-3-939045-42-7
- Masters of Mankind: Essays and Lectures, 1969–2013. Haymarket Books, London 2014, ISBN 1-60846-363-X.
  - Die Herren der Welt: Essays und Reden aus fünf Jahrzehnten. Übersetzung: Gregor Kneussel. Promedia Verlag, Wien 2014, ISBN 978-3-85371-367-9.
- On Palestine (mit Ilan Pappe). 2015, ISBN 978-0-241-97352-3
  - Brennpunkt Palästina. 2015, ISBN 978-3-89771-055-9
- Because we say so. City Lights Books, San Francisco 2015, ISBN 978-0-87286-657-7.
  - Weil wir es so sagen. Texte gegen die amerikanische Weltherrschaft im 21. Jahrhundert. Übersetzung: Gregor Kneussel. Promedia Verlag, Wien 2015, ISBN 978-3-85371-393-8.
- Profit Over People, War Against People" "Neoliberalismus und globale Weltordnung, Menschenrechte und Schurkenstaaten. Piper Verlag, München 2006, ISBN 978-3-492-24652-1.
- What Kind of Creatures Are We?. Columbia University Press, (2015), ISBN 978-0-231-17596-8.
  - Was für Lebewesen sind wir?. Übersetzung: Michael Schiffmann. suhrkamp, Berlin 2016, ISBN 978-3-518-58694-5.
- Who Rules the World?. Henry Holt & Co, New York 2016, ISBN 978-1-62779-381-0.
  - Wer beherrscht die Welt?: Die globalen Verwerfungen der amerikanischen Politik. Übersetzung: Karlheinz Dürr, Norbert Juraschlitz, Hainer Kober. Ullstein Verlag, Berlin 2016, ISBN 978-3-550-08154-5.
- Noam Chomsky, Andre Vltchek: Der Terrorismus der westlichen Welt: Von Hiroshima bis zu den Drohnenkriegen. Übersetzung: Sven Wunderlich. Unrast-Verlag Münster 2017, ISBN 978-3-89771-066-5.
- Requiem for the American Dream: The 10 Principles of Concentration of Wealth & Power. Seven Stories Press, 2017.
  - Requiem für den amerikanischen Traum: Die 10 Prinzipien der Konzentration von Reichtum und Macht. Übersetzung: Gabriele Gockel, Thomas Wollermann. Verlag Antje Kunstmann, München 2017, ISBN 978-3-95614-201-7.
- Kampf oder Untergang! Warum wir gegen die Herren der Menschheit aufstehen müssen (Noam Chomsky im Gespräch mit Emran Feroz), Westend, Frankfurt am Main 2018, ISBN 978-3-86489-233-2.
- mit Robert Pollin: Climate Crisis and the Global Green New Deal. Verso, London 2020, ISBN 978-1-78873-985-6.
- Rebellion oder Untergang! Ein Aufruf zu globalem Ungehorsam zur Rettung unserer Zivilisation. Übersetzung: Michael Schiffmann. Westend, 2021; ISBN 978-3-86489-314-8.
- mit Marv Waterstone: Konsequenzen des Kapitalismus. Der lange Weg von der Unzufriedenheit zum Widerstand. Übersetzung: Michael Schiffmann. Westend, 2021; ISBN 978-3-86489-355-1.

#### Aufsätze
- „Anmerkungen zum Anarchismus“ in: Aus Staatsraison. Frankfurt 1974, S. 104–121.
- Desinformation und der Golfkrieg. in: Schwarzer Faden. Grafenau 12.1991, Nr. 40. ISSN 0722-8988
- David Barsamian: Es ist eine Barbarisierung des täglichen Lebens, die um sich greift. Noam Chomsky-Interview. Übersetzung: Andi Ries. in: Schwarzer Faden. Grafenau 13.1992, Nr. 43. ISSN 0722-8988
- Von unten gesehen. in: Dinge Der Zeit. Grafenau 1992, Nr. 55.
- Das Jahr 501 – Alte und Neue Weltordnung. in: Schwarzer Faden. Grafenau 1993, Nr. 45+47. ISSN 0722-8988
- Das Abkommen zwischen Israel und Arafat. Übersetzung: Wolfgang Haug. In: Dinge der Zeit. Grafenau 1994, Nr. 56/57.
- Ziele und Visionen. Übersetzung: Michael Schiffmann. in: Schwarzer Faden. Grafenau 1997, Nr. 60. ISSN 0722-8988
- Neoliberalismus und Globale Weltordnung. in: Dinge Der Zeit. Grafenau 1997, Nr. 58/59.
- Unterstellte Zustimmung – Diskurs zur Demokratie. in: Schwarzer Faden. Grafenau 1998, Nr. 6. ISSN 0722-8988
- Mit unserer Hilfe. Interview von Suzy Hanson über den „Krieg gegen den Terrorismus“. in: Schwarzer Faden. Grafenau 2002, Nr. 74. ISSN 0722-8988
- Hat Bush gelogen? in: Schwarzer Faden. Grafenau 2004, Nr. 77. ISSN 0722-8988

### Monografien
- Mark Achbar (Hrsg.): Noam Chomsky – Wege zur intellektuellen Selbstverteidigung – Fabrikation von Konsens. Deutsche Übersetzung von Helmut Richter. Trotzdem Verlag, Frankfurt am Main u. Marino Verlag, München 1996
- David Barsamian (Hrsg.): Propaganda and the Public Mind. Conversations with Noam Chomsky. Pluto Press, London 2001, ISBN 0-7453-1788-X.
- Robert F. Barsky: Noam Chomsky: A Life of Dissent. MIT Press, o. O. 1998, ISBN 0-262-52255-1.
  - Deutsche Ausgabe: Noam Chomsky – Libertärer Querdenker. Edition 8, Zürich 1999, ISBN 3-85990-012-9.
- Peter Collier, David Horowitz (Hrsg.): The Anti-Chomsky Reader. Encounter Books, New York 2004, ISBN 1-893554-97-X.
- Alison Edgley: The social and political thought of Noam Chomsky. Routledge, London 2001, ISBN 0-415-20586-7.
- Günther Grewendorf: Noam Chomsky. Biographie, Werkanalyse, Rezeption, Zeittafel, Bibliographie. Beck, München 2006, ISBN 978-3-406-54111-7.
- Günther Grewendorf (Hrsg.): Chomsky on State and Democracy. Nomos, Baden-Baden 2021, ISBN 978-3-8487-7757-0.
- John Lyons: Noam Chomsky. Collins, London 1970.
  - Deutsche Ausgabe: Noam Chomsky. Deutsche Übersetzung von Manfred Immler. DTV, München 1971.
- E.F.K. Koerner, Matsuji Tajima: Noam Chomsky: A personal bibliography, 1951–1986. John Benjamins, Amsterdam/Philadelphia 1986.
- Saussurean Studies
- Larissa MacFarquhar, Michael Haupt: Wer ist Noam Chomsky? Europa Verlag, Hamburg / Wien 2003, ISBN 3-203-76018-5.
- Chris Knight: Decoding Chomsky: Science and Revolutionary Politics. Yale University Press, 2018.
- Kampf oder Untergang! Noam Chomsky im Gespräch mit Emran Feroz. Westend Verlag GmbH, Frankfurt am Main 2018, ISBN 978-3-86489-233-2.
- Trond Kuster: Widerstand als Waffe. Noam Chomsky und die Rolle des Intellektuellen. Velbrück Wissenschaft, Weilerswist 2021, ISBN 978-3-95832-270-7.

### Artikel und Aufsätze
- Pat Flanagan: Chomsky Anarchismus. In: Schwarzer Faden. Nr. 8, 1982.
- Wolfgang Haug: Das Verschwinden im Gedächtnisloch. Zur Carl-von-Ossietzky-Preisverleihung an Noam Chomsky. In: Schwarzer Faden. Nr. 77, 2004, auch online.
- John Pilger: Noam Chomsky – eine biographische Skizze zum 70. Geburtstag In: Schwarzer Faden. Nr. 66, 1998.
- Aurel Schmidt: Noam Chomsky und die Tatsachen. In: Basler Zeitung Magazin, 9. November 1996.
- Christiane Müller-Lobeck: Uncle Noam. Rezension zu Was für Lebewesen sind wir? In: die tageszeitung. 23. April 2012.

## Filmografie
- Die Konsensfabrik. Noam Chomsky und die Medien (Manufacturing Consent: Noam Chomsky and the Media), Regie: Mark Achbar, Peter Wintonick, Kanada 1992
- Power and Terror. Noam Chomsky. Gespräche nach 9/11. Regie: John Junkermann, Japan 2003
- Noam Chomsky: Rebel Without a Pause. (TV), Regie: Will Pascoe, 2003
- The Corporation, Regie: Mark Achbar, Kanada 2003
- L’Encerclement – La démocratie dans les rets du néolibéralisme. / Encirclement – Neo-Liberalism Ensnares Democracy. (frz./engl.) Regie: Richard Brouillette, Kanada 2008
- The Kingdom of Survival, Regie: M.A. Littler, USA-Deutschland 2010
- Truth in Numbers? Everything according to Wikipedia, Regie: Nic Hill, Scott Glosserman, USA 2010
- Four Horsemen, Regie: Ross Ashcroft, GB 2012
- Is the Man Who Is Tall Happy?, 2013, animierter Dokumentationsfilm von Michel Gondry
- Gravitas Documentaries: Requiem for the American Dream auf YouTube (englisch; Laufzeit: 72 Min.). (Requiem für den amerikanischen Traum, Regie: Kelly Nyks, Jared P. Scott und Peter D. Hutchison, USA 2015.)

## Medien- und Fernsehauftritte (Auswahl)

### Vorträge
- 2005 Illegal but Legitimate a Dubious Doctrine for the Times, The University of Edinburgh Gifford Lectures 2004/05 (Vereinigtes Königreich, Schottland, University of Edinburgh, McEwan Hall; 22. Mai 2005; 83 Minuten)[79]

### Gesprächsrunden/Interviews
- 1971 Noam Chomsky vs. Michel Foucault Human Nature Justice vs. Power (Niederlande; Nederlandse televisie; 1971; ca. 12 Minuten)
- 2002 Noam Chomsky – On Iraq War (Vereinigtes Königreich, England, London, St Paul’s Cathedral; BBC; Dezember 2002; ca. 18 Minuten; Moderatorin: Francine Stock)
- 2006 Noam Chomsky on Charlie Rose (Vereinigte Staaten von Amerika; 9. Juni 2006; ca. 55 Minuten; Moderator: Charlie Rose)
- 2015 Noam Chomsky im Gespräch mit Michael Hesse: „Es war ein Fehler, sich von Obamas Rhetorik einlullen zu lassen“. In: Frankfurter Rundschau vom 11. September 2015, S. 30–31.
- 2018 Noam Chomsky – Linguist. Anarchist. Popstar. Diagonal – Radio für Zeitgenoss/innen, Ö1, 24. November 2018[80]